# Quatre Membres de Flandre
Les Quatre Membres de Flandre étaient les quatre entités qui siégeaient aux États de Flandre jusqu'en 1597, lorsque le clergé en devint le cinquième membre. 
Les Quatre membres de Flandre se composaient d'un ou de plusieurs représentants des villes de Gand, Bruges et Ypres, ainsi que du Franc de Bruges. Ils se réunissaient plusieurs fois par mois dans une de ces villes pour discuter des affaires concernant le comté de Flandre.